# آرثر شوتس
آرثر شوتس (بالألمانية: Arthur Schütz) هو كاتب ومهندس نمساوي، ولد في 1880 في سانت بطرسبرغ في روسيا، وتوفي في 1960 في فيينا في النمسا.